# تبلیغات تطبیقی

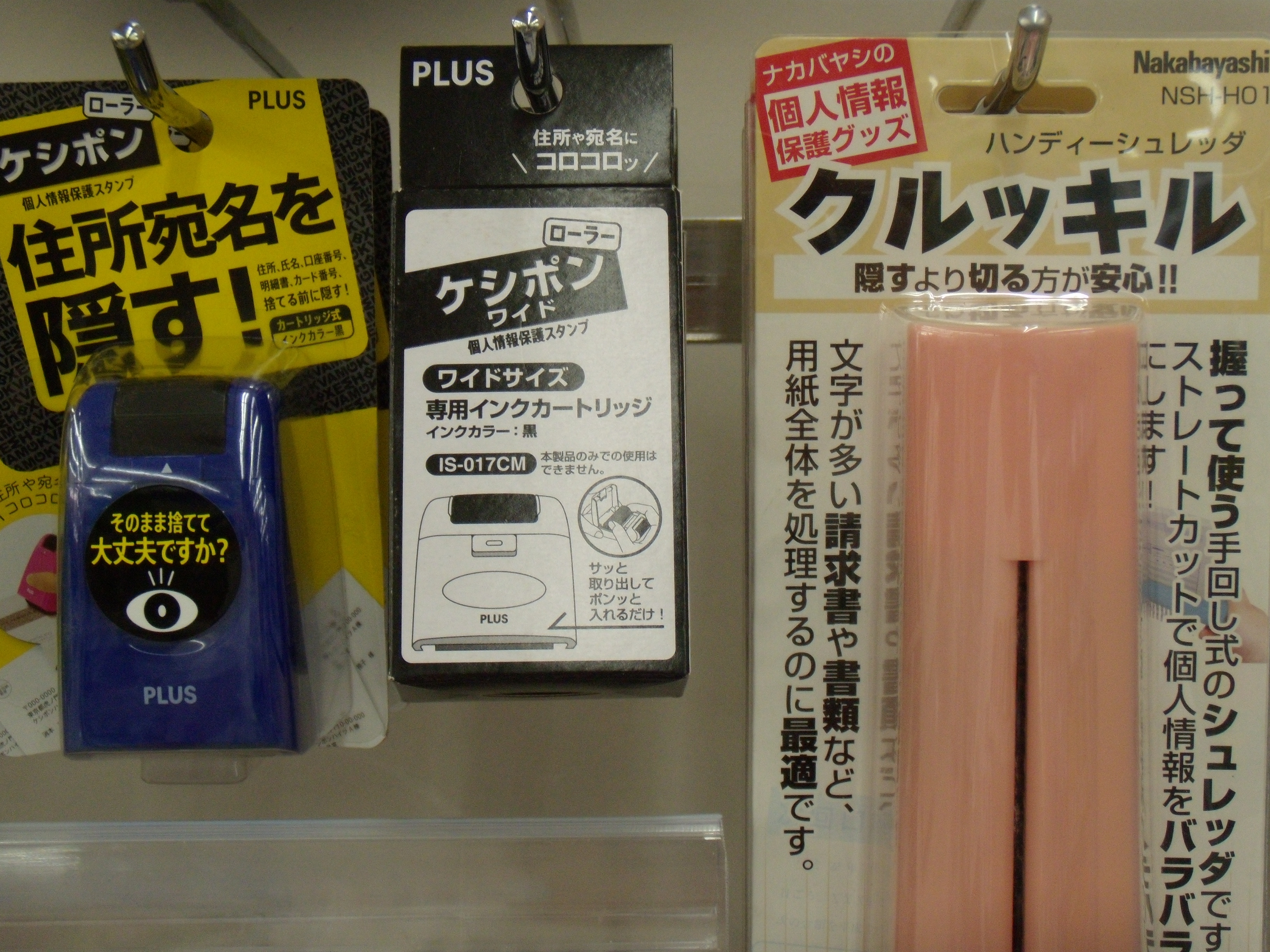
تصویری از تبلیغات تطبیقی

تبلیغات تطبیقی(Comparative advertising) یا همسنجشی، روشی است که در آن برای تبلیغ یک کالا یا سرویس خاص، به‌طور مشخص نام رقیب برده می‌شود تا نشان داده شود چرا کالای تبلیغ شده برتر است.
استفاده از چنین تبلیغاتی در شرایط زیر توصیه می‌شود:
1. رقابت بسیار شدیدی بر بازار حاکم باشد.
2. سهم بازار رقبا بسیار به یکدیگر نزدیک باشد.
3. تعداد رقبای اصلی حاکم بر بازار اندک باشد.
4. شرکت‌ها، هیچ راه حلی به جز کسب سهم رقیب برای افزایش فروش نداشته باشند!
5. شباهت محصول دو رقیب به یکدیگر زیاد باشد، و به دلیل ماهیت محصول یا بازار، امکان ایجاد تنوع یا تمایز کمتری وجود داشته باشد.